# Eddie Jones (koszykarz)
Eddie Charles Jones (ur. 20 października 1971 w Pompano Beach, Floryda) – amerykański koszykarz, występujący na pozycji rzucającego obrońcy, trzykrotny uczestnik  NBA All-Star Game.
Eddie, w swoim debiutanckim sezonie w barwach Los Angeles Lakers, zdobywał na grę średnio 14,0 punktu, 3,9 zbiórek i 2,0 asyst. W swoim najlepszym sezonie w karierze (1999-00), grając w Charlotte Hornets zdobywał 20,1 punktu na mecz (ppg), 4,8 zbiórek na mecz (rpg), 4,2 asyst na mecz (apg) i 3,0 przechwytów na mecz (spg) w ciągu 39 minut na parkiecie.
Tylko 2-krotnie w ciągu 14-letniej kariery rozegrał wszystkie 81 spotkań sezonu zasadniczego, było to w sezonach 2001-02 oraz 2003-04 w barwach Miami Heat. w całej karierze rozegrał 954 spotkania (902 razy w wyjściowej piątce). Średnia punktów na mecz jego wszystkich spotkań w karierze sezonu zasadniczego wynosi 14,8 punktu, natomiast średnia w fazie Playoffs, w których uczestniczył 11 razy wynosi 12,8 pkt.

## Osiągnięcia
NCAA
- Uczestnik rozgrywek:
  - Elite 8 turnieju NCAA (1993)
  - II rundy turnieju NCAA (1993, 1994)
  - turnieju NCAA (1992–1994)
- Laureat nagrody - Robert V. Geasey Trophy (1994)[1]
- Zawodnik Roku Konferencji Atlantic 10 (1994)[1]

NBA
- 3–krotny uczestnik meczu gwiazd NBA (1997, 1998, 2000)[2]
- MVP Rookie Challenge (1995)[3]
- Wybrany do:
  - I składu debiutantów NBA (1995)[4]
  - II składu defensywnego NBA (1998-2000)[5]
  - III składu NBA (2000)[6]
- Lider:
  - sezonu regularnego w przechwytach (2000)[7]
  - play-off w średniej przechwytów (2000)[8]
- Zawodnik miesiąca NBA (listopad 1997)[9]